# Kroksbergstunneln
Kroksbergstunneln är en järnvägstunnel nordost om Älandsbro och ligger längs Ådalsbanan. Tunneln har enkelspår. Den är 4 540 meter lång, vilket gör den till en av Sveriges längsta järnvägstunnlar. 600 m från tunneln ligger Bjässholmstunneln på 3 490 m vilket gör 8,0 km tunnel på 8,6 km järnväg. Kroksbergstunneln öppnades juli 2012.